# Bernard Joubert (écrivain)
 (octobre 2018).
Si vous disposez d'ouvrages ou d'articles de référence ou si vous connaissez des sites web de qualité traitant du thème abordé ici, merci de compléter l'article en donnant les références utiles à sa vérifiabilité et en les liant à la section « Notes et références ».
Pour les articles homonymes, voir Bernard Joubert (peintre) et Joubert.
Bernard Joubert, né le 21 juin 1961, est un écrivain, journaliste et éditeur français, spécialiste de la censure et de la bande dessinée.

## Biographie

### Enfance
Il est le fils du magicien Maurice Saltano.

### Carrière
Journaliste de profession, il débute sur France Culture dans les émissions de Bertrand Jérôme avant de commencer diverses émissions jeunesse pour la télévision. Il présente notamment 
Jeunesse hebdo, Malin magie et L’Académagie.
Dessinateur dans divers petits formats, Bernard Joubert devient peu à peu un des spécialistes français les plus reconnus sur le sujet de la censure, et ce quel que soit le domaine, avec une prédilection pour la bande dessinée et la littérature.
De 2002 à 2008 il s'occupe de Dynamite, label de bande dessinée érotique des éditions de La Musardine.

## Publications

### Essais
Articles dans Fluide glacial, Circus, L'Écho des savanes, BoDoï, L'Éprouvette, Comix Club, Le Collectionneur de bandes dessinées, etc.
- Before/Après, avec Joël Cerutti,  Centre de recherches périphériscopiques, 1979.
- Images interdites, avec Yves Frémion, Syros-Alternatives, 1989.
- Les Magiciens, avec Maurice Saltano, Syros-Alternatives, 1990.
- Maintenant : la censure, direction du collectif, N.S.P., 1994.
- Les Pin-up, avec Jean-Pierre FY, Alternatives, 1995.
- Anthologie érotique de la censure, La Musardine, 2001.
- Bandes d'auteurs, direction du hors-série d'Art Press, Art Press, 2005.
- Histoires de censure, La Musardine, 2006.
- Dictionnaire des livres et journaux interdits, Cercle de la Librairie, 2007 (2e édition revue et actualisée, 2011).
- Chez les censeurs, Éditions Sancho, 2012.
- Les Carnets secrets d'Erich von Götha, La Musardine, 2015.
- PolyEpoxy, Fondation Paul Cuvelier, 2017.

### Collectifs
- Maintenant : la censure, direction, N.S.P., 1994.
- On tue à chaque page !, Musée de la bande dessinée/Éditions du Temps, 1999.
- La création est-elle libre ?, sous la direction d'Antoine Spire, Ligue des droits de l’homme/Le Bord de l’Eau, Coll. « Clair & Net », 2003.
- Censures, numéro hors-série d'Art press, 2003.
- « Un précédent cochon », dans Tous coupables !, Éditions du Faciès - Les Cochons Enragés, 2007.
- « Censure et BD zoophile », dans Porno Crade, L'Égouttoir, 2010.

### Bandes Dessinées
- Complexe multisalles, 'Nard comix, 1984.
- Le Livre des droodles ecclésiastiques, 'Nard comix, 1986.
- Les Malheurs de Janice tome 3,  dessin d'Erich von Götha, I.P.M., 1997.
- Les Malheurs de Janice HS : Les Carnets secrets de Janice, dessin d'Erich von Götha, La Musardine, 1999.
- Panorama de la bande dessinée érotique clandestine (dir.), Dynamite, Paris, 2018

### Roman
- Les Petits Cons, Éditions Sancho, 2013.

### Préfaces
- Odeur de mâles, d'Alain Frétet, Cap 52, n.d.
- Anthologie Creepy, collectif, Çà et là, 2012.
- Mélody, Sylvie Rancourt, Ego comme X, 2013.